# El Mirall
El Mirall és una revista cultural editada per l'Obra Cultural Balear, que va començar la seva publicació el gener de 1987 amb una periodicitat quinzenal, passant posteriorment a ser mensual a partir del desè número. El Mirall ha estat una plataforma destinada a la difusió de la llengua, cultura i història de les Illes Balears, i ha servit com a espai per a reflexions sobre temes socials i culturals rellevants.

### Fundació i primers anys
El primer director de la revista va ser Climent Picornell, acompanyat d'un equip de redacció format per Pere Estelrich, Joan Font, Miquel Cardell, Catalina Mir, Francesca Sastre i Gaspar Valero. El Mirall es va presentar com un espai d'expressió per a professionals de diversos àmbits i artistes de Mallorca, amb un enfocament diversificat i amb portades que incloïen obres d'artistes com Jaume Falconer.

### Canvis editorials i evolució
El 1995, sota la direcció de Gaspar Valero, la revista va passar a ser bimestral i es van sumar nous col·laboradors com Macià Blàsquez, Francesca Bosch, Rosa Calafat i David Ginard. Després d’alguns anys com a publicació mensual, el 2004, amb la presidència de Jaume Lladó, va tornar a la periodicitat bimestral.
L'any 2013, El Mirall va experimentar dificultats financeres que van portar la revista a una situació crítica. A partir de 2015, la gestió va ser assumida per l'empresa cultural Mutus, que s'encarregà de la producció i difusió de la revista, fet que li permeté continuar en circulació.
El 22 s'anuncià la digitalització a la Biblioteca Digital de Mallorca dels 233 primers números publicats de El Mirall, amb una cobertura de 1987 a 2013. Durant la presentació d’aquesta segona fase, celebrada a Can Alcover, la consellera de Cultura, Isabel Busquets, va afirmar que El Mirall és «una de les tres o quatre publicacions periòdiques més influents dels darrers trenta anys».